# Емманюель Макрон
Емманюе́ль Жан-Міше́ль Фредері́к Макро́н (фр. Emmanuel Jean-Michel Frédéric Macron; фр.: [emanɥɛl makʁɔ̃]; нар. 21 грудня 1977, Ам'єн) — французький державний діяч, політик. 25-й Президент Франції, князь Андорри з 14 травня 2017 року. Колишній інвестиційний банкір. Лідер політичної партії «Вперед, республіко!» (2016—2017). З 2014 до 2016 був міністром економіки, промисловості та цифрових справ у другому уряді Вальса.
Народився в Ам'єні, здобув освіту в Університеті Париж X Нантер, Інституті політичних досліджень та Національній школі адміністрації. Працював державним службовцем у Генеральній інспекції фінансів Міністерства економіки (2004—2008) та інвестиційним банкіром у Rothschild & Co. У 2012–2016 роках обіймав посади заступника генерального секретаря президента Франції та міністра економіки за президентства Франсуа Олланда.
Заснував центристський рух «Вперед, республіко!» у 2016 році та переміг на президентських виборах 2017 року, здолавши Марін Ле Пен (66% голосів) і ставши наймолодшим президентом у французькій історії (39 років). 10 квітня 2022 переобраний на другий термін за результатами президентських виборів, набравши 58,55 % та обійшовши Марін Ле Пен.
Його президентство характеризується реформами трудового законодавства, оподаткування та пенсійної системи, протестами «жовтих жилетів», боротьбою з пандемією COVID-19 та складною політичною ситуацією з втратою парламентської більшості. У зовнішній політиці Макрон є одним із ключових європейських лідерів, які надали підтримку Україні під час повномасштабного російського вторгнення з 2022 року.

## Молодість
Син Жан-Мішеля Макрона, професора неврології в Університеті Пікардії імені Жуля Верна і Франсуази Макрон-Ноґес, доктора медичних наук. У 16 років Емманюель Макрон виграв відкритий конкурс з французької мови, а згодом здобув третє місце в конкурсі гри на фортепіано при консерваторії міста Ам'єн. Ступінь бакалавра здобув у елітному Ліцеї Генріха IV.
Спершу Макрон вступив до Університету Париж X Нантер, а згодом навчався в Інституті політичних досліджень, де студіював філософію. Свою магістерську роботу написав про Макіавеллі, а дипломну роботу — про Гегеля. У цей час він працював помічником французького філософа Поля Рікера. Після цього навчався в Національній школі адміністрації, елітному навчальному закладі для державних службовців, яку закінчив з відзнакою у 2004 році. 

## Початок політичної кар'єри
Макрон працював інспектором у міністерстві економіки з 2004 по 2008 рр. З 2007 р. обіймав посаду заступника доповідача при Комісії щодо поліпшення економічного зростання Франції на чолі з Жаком Атталі. З 2008 до 2012 рр. працював поза урядом: був інвестиційним банкіром у «Rothschild & Cie Banque».
Входив до соціалістичної партії з 2006 по 2009 рр.
З 2012 по 2014 рр. працював у Єлисейському палаці при президенті Олланді радником з питань економіки та фінансів. 26 серпня 2014 р. Макрон був призначений на посаду міністра економіки та фінансів у другому кабінеті Мануеля Вальса.
Головне політичне досягнення Макрона — прийняття «закону економічного зростання, активності та рівності шансів», який називають законом Макрона. «Закон Макрона» був прийнятий 6 серпня 2015 р. Він передбачає лібералізацію деяких секторів економіки, зокрема відкриття магазинів щонеділі, відкриття для конкуренції сектора автобусного транспорту тощо.
6 квітня 2016 р. Макрон створив політичну партію «Вперед, республіко!», яку назвав «ні правою, ні лівою».
16 листопада 2016 р. оголосив про участь у президентських виборах 2017 року та опублікував книгу-програму «Революція», що відразу стала бестселером.

## Президентські вибори
Передвиборча програма Макрона містила елементи лівого (збільшення мінімального окладу і зростання зарплат працівників з низькими доходами, розширення послуг, оплачуваних обов'язковою медичною страховкою, збільшення числа вчителів і співробітників поліції, інвестиції в сільське господарство) і правого (лібералізація ринку праці, скасування пенсійних пільг для держслужбовців, зниження податку для найбільш забезпечених громадян, скасування 120 тисяч робочих місць в бюджетному секторі, послідовне зниження дефіциту держбюджету відповідно до вимог Євросоюзу) спрямування.
Під час передвиборчої кампанії штаб Макрона звинувачував російські державні ЗМІ RT і «Sputnik» у публікації фейкової інформації про їхнього кандидата. Російські державні й провладні ЗМІ звинувачували Макрона в застосуванні адміністративного ресурсу, несамостійності, називаючи його кандидатом олігархів, ставлеником світової глобалістської еліти та агентом американської фінансової системи.
Під час президентських перегонів у 2017 році поштові скрині низки людей зі штабу Емманюеля Макрона було зламано, їхній зміст викрадено і згодом поширено подібно до того, як було поширено листи передвиборчої кампанії Гіларі Клінтон у 2016 році.
І хоча офіційні представники Франції заперечили причетність російських спецслужб до хакерської атаки, в метаданих опублікованих документів були помічені згадки користувача «Рошка Георгій Петрович» або «Georgy Petrovich Roshka». На основі відкритих даних вдалось встановити, що чоловік з таким іменем та прізвищем служить у в/ч № 26165. Ця військова частина також відома як «85-й головний центр спеціальної служби ГРУ».
Влітку 2018 року спеціальний слідчий Роберт Мюллер висунув обвинувачення 12 російським військовослужбовцям з в/ч № 26165 та в/ч № 74455. З обвинувачення випливало, що обидві військові частини підпорядковані ГРУ ГШ РФ. Обвинувачені діяли у складі угрупування відомого як Sofacy Group (APT28, Fancy Bear тощо).
Вийшов до другого туру, набравши 23,86 % голосів виборців і зайнявши перше місце. Його кандидатуру підтримали кандидатів від партій «Республіканці» і соціалістів Франсуа Фійон і Бенуа Амон.
У другому турі президентських виборів виступав суперником Марін Ле Пен — лідера вкрай правих і переміг з дворазовим відривом (66,1 % проти 33,9 %), ставши наймолодшим Президентом Франції за всю історію цього посту. На думку спостерігачів, настільки переконлива перемога Макрона пояснюється страхом виборців щодо нестабільності, що загрожувала Франції в разі перемоги Ле Пен.
8 травня 2017 року Макрон ухвалив рішення залишити посаду голови партії «Вперед, республіко!».

## Президент Франції
14 травня 2017 року у Парижі відбулася офіційна церемонія вступу Макрона на посаду Президента Франції. Президент їхав на французькому автомобілі DS7 Crossback.

### Перший термін

#### Зовнішня політика
14 травня 2017 р. Макрон офіційно вступив на посаду президента, ставши наймолодшим президентом в історії Франції.
15 травня 2017 р. у Берліні на зустрічі з канцлером ФРН Ангелою Меркель висловився за реформування ЄС.

17 травня 2017 р. провів зустріч з головою Європейської ради Дональдом Туском. В ході зустрічі вони висловилися за зміцнення Європейського союзу і єврозони. Того ж дня також було представлено новий уряд Франції на чолі з прем'єр-міністром Едуаром Філіппом. Водночас французька газета «Le Figaro» звинуватила Макрона в порушення передвиборчих обіцянок.

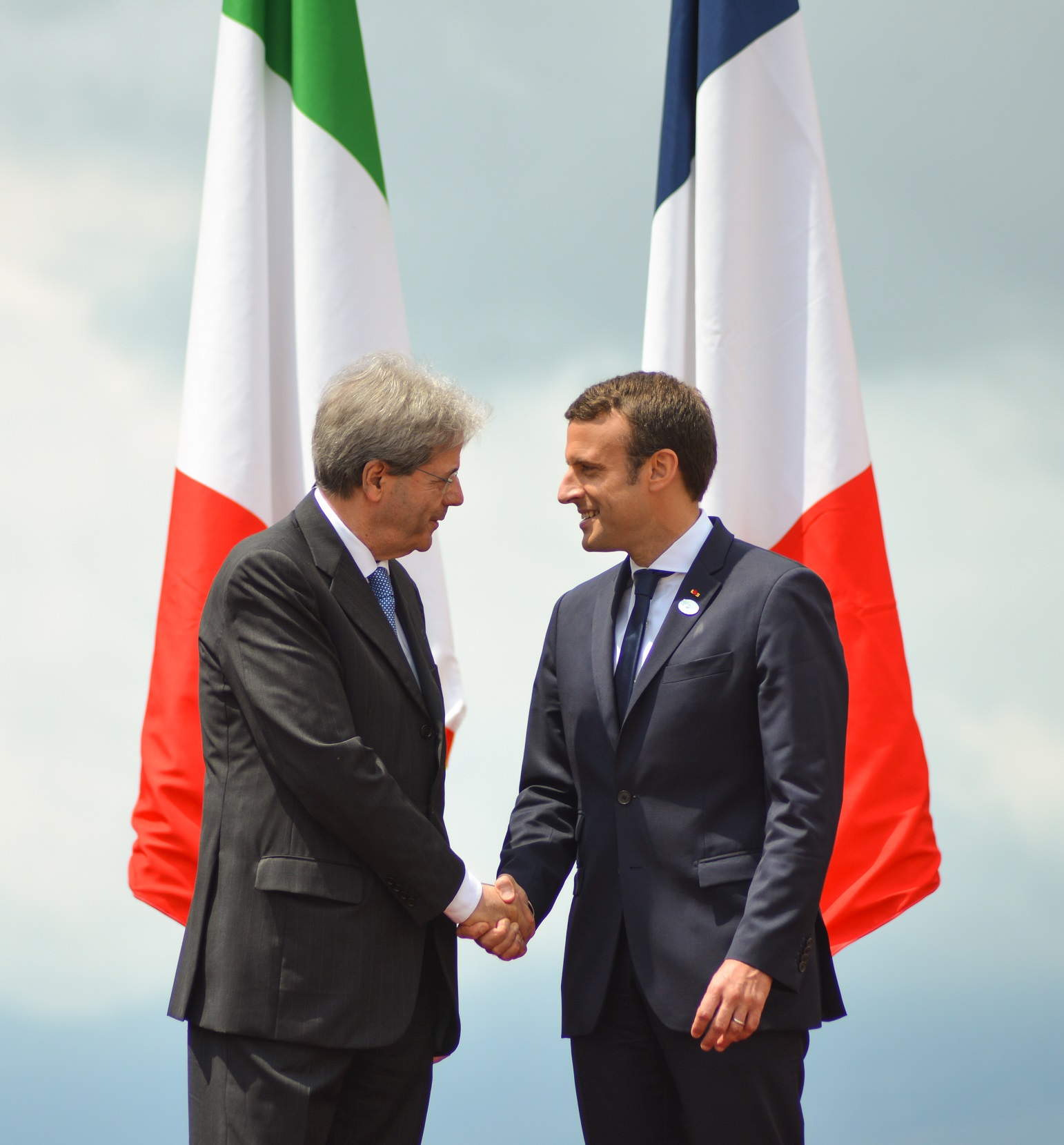
Емманюель Макрон і Прем'єр-міністр Італії Паоло Джентілоні на саміті G7 у Таорміні. 26 травня 2017 року

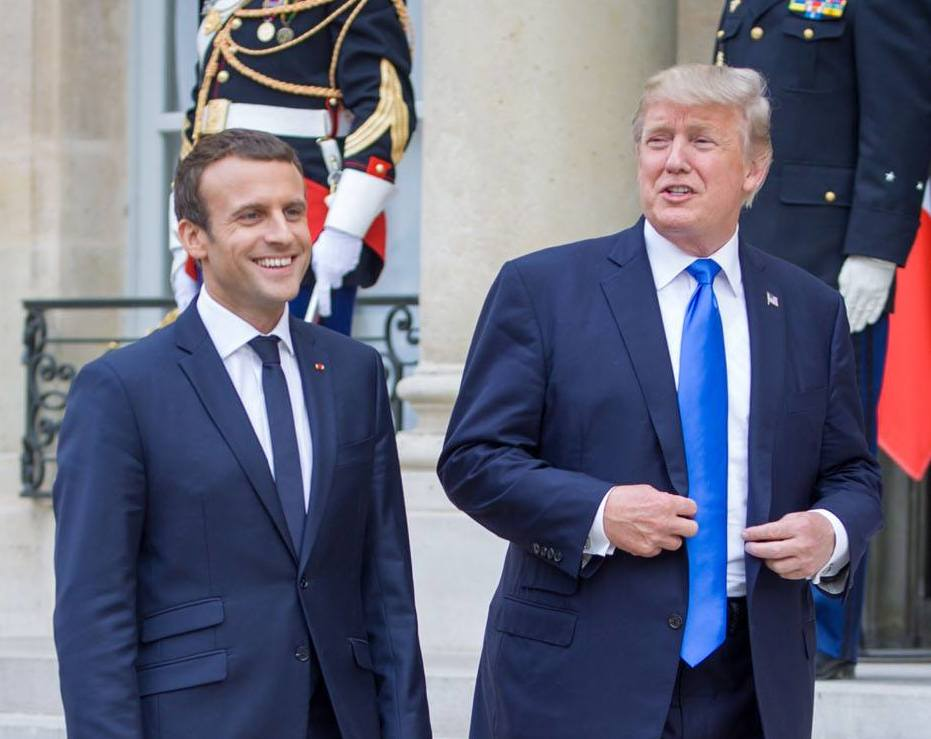
Емманюель Макрон і Дональд Трамп, 2017 р.

25 травня 2017 року на полях саміту НАТО Макрон зустрівся з Дональдом Трампом. Цього дня Макрон також зустрівся з Президентом Туреччини Реджепом Ердоганом, де вони обговорили вихід зі складної ситуації, пов'язаної з напруженими відносинами між ЄС і Туреччиною, ситуацію в Сирії та Іраці. В економічній сфері Макрон і Ердоган домовилися про збільшення торгівельного обороту між Францією і Туреччиною до 20 млрд євро.

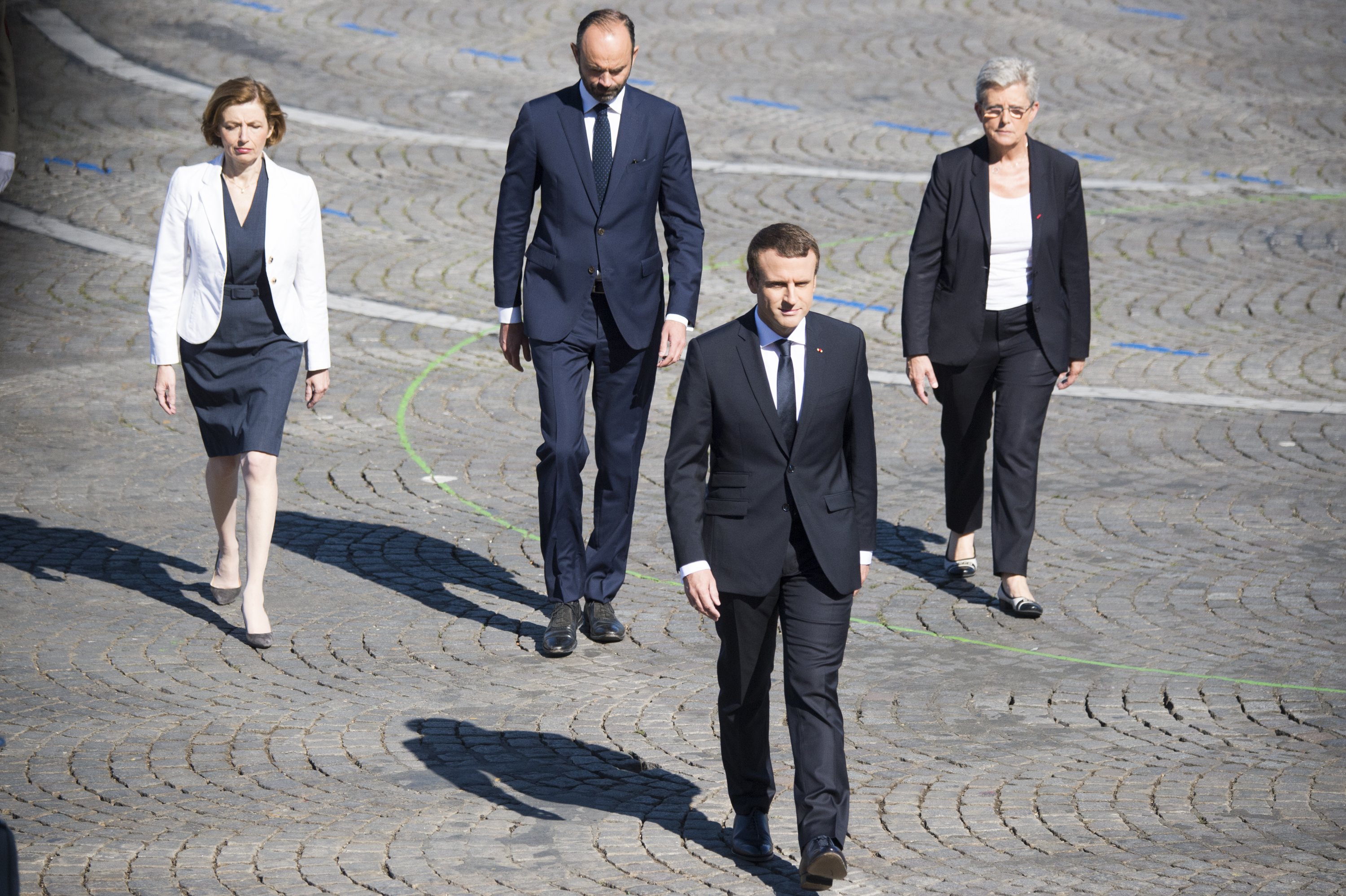
Макрон і французькі міністри, 2017 р.

29 травня 2017 року Макрон прийняв у Версалі Путіна. Вони обговорили: війну в Сирії та Лівії, російсько-українську війну, проблему Північної Кореї, відносини між Францією і Росією. Макрон закликав знайти політичне рішення для припинення війни у Сирії. Щодо ситуації в Україні Макрон зазначив, що в разі ескалації конфлікту санкції проти Росії можуть бути посилені. Говорячи про міждержавні відносини, відзначили важливість їх розвитку. За підсумками зустрічі було досягнуто домовленості про створення робочої групи, в яку увійдуть делегації Росії та Франції і які зможуть відвідувати столиці двох держав і створення франко-російського форуму громадянського суспільства.
У червні 2017 року Макрон розкритикував рішення Президента США Трампа про вихід США з Паризької угоди по клімату. За його словами, Трамп зробив помилку, бо зміна клімату — одна з головних проблем сьогодення і якщо нічого з цим не робити, то «наші діти пізнають світ міграції, воєн, злиднів, небезпечний світ».
Макрон сказав, що рішення Трампа — це помилка, і для США, і для всієї планети. Він закликав всіх незадоволених рішенням Президента США приїхати у Францію для роботи по боротьбі зі зміною клімату. Також Макрон поговорив телефоном з канцлером ФРН Ангелою Меркель, вони домовилися, що Німеччина і Франція візьмуть на себе подальші ініціативи за Паризькою угодою.
У листопаді 2018 р., разом з кількома іншими лідерами країн ЄС, пропонував створення окремих від НАТО Збройних сил ЄС.
1 листопада 2019 р. Макрон заявив, що віддає перевагу легальним мігрантам з Гвінеї чи Кот-д'Івуару, а не «нелегальним бандам з України чи Болгарії».
7 лютого 2022 року Макрон у Москві зустрівся зі своїм російським колегою Володимиром Путіним. Зустріч тривала близько шести годин. Потім Макрон став першим Президентом Франції, який вперше за 20 років відвідав Україну та поспілкувався з президентом В. Зеленським.
10 квітня того ж року президент у Єлисейському палаці зустрівся з мером українського тимчасово окупованого Мелітополя Іваном Федоровим, звільненим із російського полону.

#### Внутрішня політика
Восени 2017 року Макрон розпочав реформу ринку праці. За задумом президента, вона повинна перезапустити французьку економіку, надати їй динамізму, конкурентоспроможності, гнучкості у пристосуванні до вимог ринку. Реформа має стати основним інструментом зменшення французького безробіття від нинішніх 10 % (а серед молоді навіть 20 %) до 7 % до 2022 року. П'ять президентських декретів містять 36 поправок до Трудового кодексу, зокрема щодо умов контрактів на тимчасові посади, вирішення спорів між роботодавцем і працівником, істотного обмеження розмірів компенсацій у разі звільнення працівників. Звісно, реформа не настільки радикальна, щоб скасувати 35-годинний робочий тиждень, однак робить доволі вагомі кроки до демонтажу системи посилення соціального захисту працівників, отримуючи натомість активне схвалення роботодавців.
Крім того, під час виборів Макрон обіцяв скоротити кількість французьких чиновників і працівників державних закладів за п'ять років на 120 тисяч, заморозити підвищення зарплат та обмежити деякі пільги. Такі плани не зустріли розуміння цільової аудиторії.
Увійшов в список найвпливовіших людей світу, опублікований виданням «Forbes» у 2018 році. Зайняв 12-те місце, тоді як його попередник, Франсуа Олланд, у 2016 році займав лише 23-ту позицію рейтингу.
10 грудня 2018 р. у зв'язку з протестами руху жовтих жилетів наприкінці 2018 року у Франції, оголосив про введення надзвичайного економічного і соціального стану в країні.
13 липня 2019 року напередодні Дня взяття Бастилії оголосив, що в структурі військово-повітряних сил країни створюється командування космічних військ.

### Другий термін
25 квітня 2022 року у Франції відбувся другий тур президентських виборів, на яких чинний президент Макрон вдруге переміг ультраправу Марін Ле Пен, набравши 58,55 %, вона — 41,45 % голосів.
Це було вперше, коли за 20 років французький президент залишився при владі на другий термін. Макрон вийшов лідером у першому турі, де зібрав 28 % голосів.
7 травня 2022 р. Макрон офіційно вступив на посаду Президента Франції, і почався його другий термін.
9 травня 2022 р. Президент Франції запропонував створити новий формат співпраці, який був би відкритий для України та Британії.
За декілька тижнів до парламентських виборів партія Макрона змінила назву на «Відродження».
У першому турі парламентських виборів у Франції блок Макрона «Разом» та об'єднання лівих партій набрали фактично однакову кількість голосів, але «Разом» все ж обійшов конкурентів на долю відсотка. Блок «Разом» спершу відставав від лівих, але врешті випередив їх із результатом 25,75 %. Ліві отримали 25,66 %. Різниця між їхніми результатами — близько 20 тисяч голосів.
Після другого туру виборів стало відомо, що центристський блок Макрона втратить більшість у парламенті. За даними телеканалу «France 2», широка коаліція Макрона «Ensemble» може отримати лише 224 місця в парламенті. У той час, як для більшості необхідно 289 місць. Ліва коаліція «Nupes» кандидата від соціалістів Жана-Люка Меланшона отримає 149 місць і стане головною опозиційною силою. Згідно з опитуванням, ультраправі на чолі з Марін Ле Пен досягнуть свого найбільшого успіху за останні десятиліття, проте залишаться лише четвертою політичною силою у парламенті. Ле Пен будувала виборчу кампанію на спробі зробити Макрона президентом меншості. За підсумками підрахунку 60 % голосів, блок Макрона отримує 35,39 %, блок Жана Люка Меланшона — 26,03 %.
16 червня 2022 р. Президент Франції Е. Макрон, канцлер Німеччини О. Шольц та голова уряду Італії М. Драґі спецпотягом прибули до Києва. Вони зустрілись з В. Зеленським, говорили про подальшу підтримку та бажання бути прийнятою до Євросоюзу. Під час візиту на Київщину, європейські політики відвідали Ірпінь, який кілька місяців тому був звільнений від російських окупантів. Після побаченого він заявив, що французи на боці українців, без жодної двозначності.
З 25 по 28 липня 2022 р. президент Макрон вирушив у мінітур Африкою та побував у таких країнах, як Камерун, Беніне та Гвінеї-Бісау. Поїздка тривала 72 години.
21 січня 2023 року президент Макрон запропонував збільшити оборонний бюджет Франції до 414 мільярдів євро на сім років, порівняно з 295 мільярдів євро за минулий період. Він повідомив, що найближчим часом Франція спробує модернізувати, трансформувати і розширити свої збройні сили.
15 квітня 2023 року Макрон підписав закон про пенсійну реформу, який передбачає підвищення пенсійного віку до 64 років. Цьому передували кілька тижнів страйків та протестів противників реформи.
9 січня 2024 року президент Макрон призначив наймолодшим головою уряду в історії країни 34-річного православного французького гея Габріеля Атталя.

## Родина
2007 р. одружився зі своєю колишньою вчителькою французької мови Бріжит Макрон, старшою від нього на 24 роки, у яку був закоханий зі шкільних часів. Спільних дітей пара не має.

## Додаткові джерела
- Emmanuel Macron — En Marche ! [Архівовано 27 серпня 2016 у Wayback Machine.]
- Франсуа Денор, Марі Бетільд. Піднесення Макрона: фінанси, влада, мас-медіа [Архівовано 14 травня 2017 у Wayback Machine.] // Спільне. — 9.05.2017
- Етьєн Балібар. Макрон і жовті жилети: що означає ця конфронтація? [Архівовано 25 вересня 2020 у Wayback Machine.] // Спільне. — 6.03.2019